# Maurice Houtart
Baron Maurice Jules Marie Emmanuel Houtart (Doornik, 5 juli 1866 - Brussel, 1 februari 1939) was een Belgisch politicus voor de Katholieke Partij. Hij was onder meer tweemaal minister.

## Familie
Maurice Houtart behoorde tot de uitgebreide familie Houtart en was een kleinzoon van Jean Joseph Jules Houtart (1814-1902), die in 1892 werd opgenomen in de Belgische erfelijke adel met de titel baron, overdraagbaar bij eerstgeboorte.
Hij was een zoon van bankier Maurice Edouard Emmanuel Jules Houtart (1844-1928) en van Marie de la Vingne (1842-1923). In 1925 kreeg hij vergunning om de baronstitel te dragen terwijl zijn vader nog leefde.
Hij trouwde in Varsenare in 1897 met Marcelle Jooris (1878-1924), dochter van burgemeester Emile Jooris en ze kregen twee dochters en een zoon, met afstammelingen tot heden.

## Levensloop

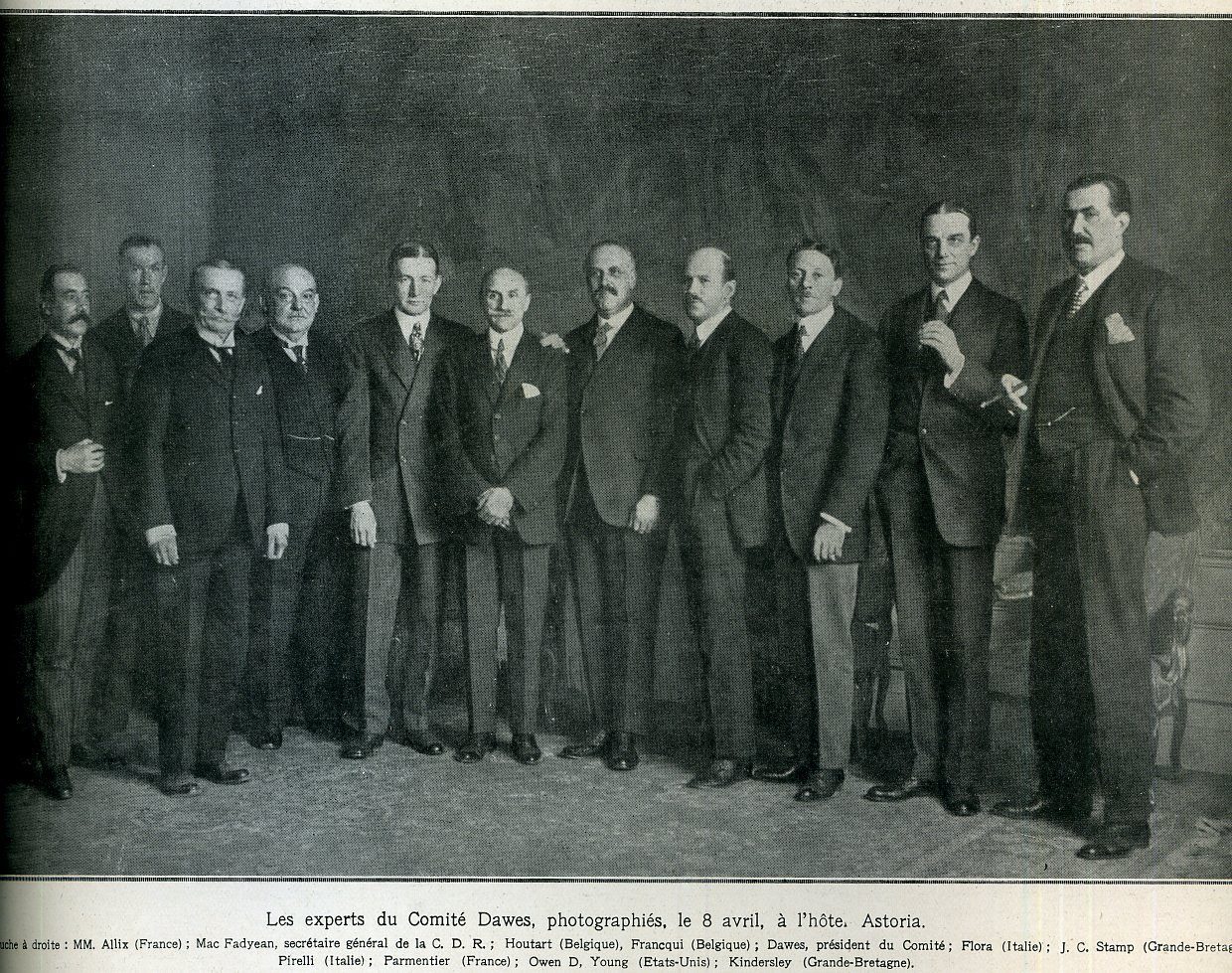
Maurice Houtart (derde van links), naast Émile Francqui (vierde van links) op een foto van het Dawescomité (Hotel Astoria, 8 april 1929

Als doctor in de rechten werd Houtart beroepshalve advocaat. In 1892 verliet hij de advocatuur om actief te worden als bankier en als eigenaar. Van 1932 tot aan zijn dood in 1939 was hij voorzitter van de Bank van Brussel.
Hij werd politiek actief voor de katholieken en was voor deze partij van 1894 tot 1904 provincieraadslid van Henegouwen. Bovendien was hij van 1895 tot 1916 gemeenteraadslid van Doornik, waar hij van 1908 tot 1916 schepen was.
Van 1918 tot 1925 zetelde hij bovendien voor het arrondissement Doornik-Aat in de Kamer van volksvertegenwoordigers, waarna hij van 1925 tot 1936 voor hetzelfde arrondissement in de Belgische Senaat zetelde. Daarnaast was hij van 1926 tot 1932 ook minister van Financiën en van 1926 tot 1927 minister van Koloniën. In 1932 werd hij benoemd tot minister van Staat.